# Alien Dream
Alien Dream is een Australische band uit 1994, die spacerock speelt. 
De bandnaam behoort toe aan één man, Michael W. Blackman. Deze musicus werd in 1968 geboren in Vancouver, groeide op in Australië, vertrok vervolgens naar de Verenigde Staten en keerde daarop weer terug naar Australië. 
Blackman haalde zijn eerste inspiratie uit het gitaarspel van Jimi Hendrix en in mindere mate dat van Ace Frehly van Kiss. Daar de definitieve zet werd gegeven door Huw Lloyd Langton van Hawkwind. In 2000 bracht Alien Dream haar eerste Cd-r uit, daarna volgden er meer. Artiesten in het genre spacerock hebben doorgaans geen platencontract. Alleen genretoppers als Hawkwind en Ozric Tentacles hebben met moeite een platenlabel gevonden dat hen vertegenwoordigt. Anderen moeten overleven bij zeer kleine labels of met uitgaves in eigen beheer. Typerend voor het eerste album van Alien Dream is de verwerking van didgeridooklanken in de spacerockriffs.
Het grootste artistieke succes van de band anno 2009 is een optreden op Hawkfest in 2003.  De zweverige titels van de albums vertonen overeenkomsten met die van Hawkwind en de Ozric Tentacles. Alien Dream is op termijn ook Arjen Lucassens Ayreon als inspiratiebron gaan gebruiken.

## Discografie
Alle albums zijn uitgegeven in eigen beheer (alleen op cd-r). Sommigen zijn ook bij speciaalzaken verkrijgbaar:
- 2000: Alien Dream
- 2002: Dogon dance
- 2003: Eleven realms of the night
- 2004: Studio recording set met Hawkwind
- 2004: Samsara
- 2004: The chaotic nature of infinity
- 2005: Lucied dreams
- 2006: 8ad8 (Infinity ad)